# Jornalismo de dados
O jornalismo de dados é uma especialidade do jornalismo que reflete o crescente papel dos dados numéricos que são usados na produção e distribuição de informações na era digital. Isso reflete o aumento da interação entre produtores de conteúdo (jornalistas) e de vários outros campos, como design, ciência da computação e estatística . Do ponto de vista dos jornalistas, representa "um conjunto sobreposto de competências extraídas de campos heterogêneos".
O jornalismo de dados tem sido amplamente utilizado para unir vários conceitos e vinculá-los ao jornalismo. Alguns vêem isso como níveis ou estágios que levam do uso mais simples ao mais complexo das novas tecnologias no processo jornalístico.
Os designers nem sempre fazem parte do processo. Segundo o autor e treinador de jornalismo de dados Henk van Ess, "O jornalismo de dados pode ser baseado em qualquer dado que precise ser processado primeiro com ferramentas antes que uma matéria relevante seja possível. Não inclui a visualização propriamente dita".
O jornalismo de dados existe desde que existem os dados. A principal diferença entre o passado e o presente se dá no fato que dados e informações eram publicados essencialmente em livros, onde essas informações eram chamadas de “diagramas”. Atualmente temos acesso a tabelas e arquivos formatados (manualmente ou automaticamente) por computadores, permitindo-nos ordenar os computadores o que façam. Por conta disso o jornalismo de dados foi se tornando cada vez mais acessível com a evolução da tecnologia, tendo atualmente diversas ferramentas digitais para praticar o mesmo, como Google Fusion Tables, Google Charts, Many Eyes, Timetric e etc.
Para o jornalista Simon Rogers do The Guardian, a acessibilidade à informação através da internet, democratizou a procura e interpretação dos dados encontrados afim de dar algum sentido a ele: 
“Agora que as estatísticas se tornaram mais democráticas, jornalismo de dados não é mais um privilégio de poucos, podendo ser utilizado por qualquer um que tenha um software de planilhas no seu computador, celular ou até dispositivos móveis. Qualquer um pode pegar um “temível” conjunto de dados e dar forma a ele. Claro que as pessoas podem errar, mas você também pode encontrar ajuda facilmente nessa tarefa difícil. Não estamos mais sozinhos nessa.” 

## Surgimento

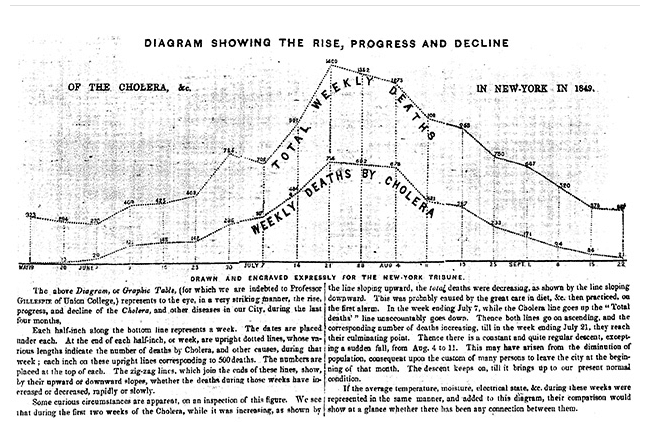
Gráfico da relação de casos de cólera ao número de óbitos em 1849 em Nova Iorque.

Pode-se dizer que o jornalismo de dados, teve sua primeira publicação em 1821, pelo jornal The Guardian, onde eles traziam uma relação completa entre o custos e a capacidade de alunos das escolas de Manchester. Em 1849 o jornal americano The New York's Tribune trazia a notícia sobre uma epidemia de cólera que atingira a cidade de Nova Iorque naquele ano. O gráfico mostrava a proporção entre as mortes causada pela doença em relação ao número de óbitos. Alguns anos mais tarde, em 1858, foi publicado o livro "Notes on Nursing" pela britânica Florence Nightingale. Ela era enfermeira e em seu livro apresentava gráficos para demonstrar a relevância de medidas sanitárias no salvamento de feridos em guerra.

## Áreas cobertas
1. Relatórios de crimes cibernéticos .
2. Reportagem assistida por computador e jornalismo orientado a dados, onde jornalistas usam grandes bancos de dados para produzir matérias.
3. Infografia .
4. Visualização de dados .
5. Visualização interativa .
6. Jogos sérios
7. Jornalismo de banco de dados ou jornalismo estruturado, é um sistema de gerenciamento de informações em que partes das informações são organizadas em um banco de dados (em oposição a uma estrutura organizacional tradicional centrada na história).

## Importância histórica
Um dos primeiros exemplos do uso de computadores com jornalismo, remete a um esforço da CBS, no ano de 1952, em usar um computador de mainframe para prever o resultado da eleição presidencial, mas foi somente em 1967 que o uso de computadores para análise de dados começou a ser mais amplamente adotado.
Trabalhando para o Detroit Free Press na época, Philip Meyer usou um Mainframe para melhorar as reportagens sobre os tumultos espalhados pela cidade. Com um novo conjunto de precedentes para análise de dados no jornalismo, Meyer colaborou com Donald Barlett e James Steele para examinar padrões com sentenças de condenação na Filadélfia durante os anos 1970. Mais tarde, Meyer escreveu um livro intitulado Jornalismo de precisão que defendia o uso dessas técnicas para combinar análise de dados em jornalismo.
No final da década de 1980, começaram a ocorrer eventos significativos que ajudaram a organizar formalmente o campo dos relatórios assistidos por computador. O repórter investigativo Bill Dedman do Atlanta Journal-Constitution ganhou um Prêmio Pulitzer em 1989 por The Color of Money, sua série de histórias de 1988 usando técnicas de CAR para analisar a discriminação racial por bancos e outros financiadores em bairros negros de renda média. O Instituto Nacional de Comunicação Assistida por Computador (NICAR)  foi formado na Escola de Jornalismo do Missouri em colaboração com os Repórteres e Editores Investigativos (IRE). A primeira conferência dedicada ao CAR foi organizada pelo NICAR em conjunto com James Brown na Universidade de Indiana e realizada em 1990. As conferências do NICAR são realizadas anualmente desde então e atualmente é a maior reunião de jornalistas de dados.
Embora o jornalismo de dados tenha sido usado informalmente por profissionais de reportagem assistida por computador por décadas, o primeiro uso registrado por uma grande organização de notícias é o The Guardian, que lançou seu Datablog em março de 2009. E embora a paternidade do termo seja contestada, ele é amplamente usado desde que os documentos sobre a Guerra do Afeganistão vazaram, através do Wikileaks, em julho de 2010.

## Pontos de destaque
O jornalismo de dados possui alguns pontos que o diferenciam de outros formatos de jornalismo ao interpretar dados massivos e complexos de modo a facilitar o entendimento para quem o absorve lendo a notícia.
Para a Jornalista Sandra Crucianelli especializada em jornalismo de investigação e precisão, o jornalismo de dados é importante porque filtra e visualiza o que o olho humano não poderia ver rapidamente e cita alguns pontos importantes:
- “É um provedor nato de pautas(...). Todo o jornalismo que vemos hoje é feito com dados. No atual mundo digital, quase tudo se expressa em números, os números às vezes estão disponíveis, mas precisam de um “resgate”.
- A visualização ajuda a contar a história, mas não é a história. Transformar o abstrato em concreto para as pessoas compreenderem com facilidade, a partir dos conhecimentos de busca, limpeza, análise e visualização.
- Os jornalistas de dados ou cientistas de dados, não podem trabalhar apenas em veículos ou no campo das comunicações. As grandes companhias do mundo hoje buscam quem possa produzir algo tangível a partir de dados abstratos: nasce um novo tipo de repórter.
- O jornalismo de dados não substitui o jornalismo tradicional; agrega valor a ele.
- O jornalismo de dados apresenta duas finalidades importantes para as organizações de notícias: encontrar notícias exclusivas e manter viva a chama do jornalismo em seu papel de "guardião da sociedade".